# Artemisia caespitosa
Artemisia caespitosa — вид квіткових рослин з родини айстрових (Asteraceae). Поширення: Монголія, північний Китай, південний Сибір. Населяє кам'янисті пагорби, пустельні степи; середні або низькі височини.

## Біоморфологічна характеристика
Це багаторічна трав'яниста рослина заввишки 5–15(20) см, коротко та головчасто розгалужені на верхівці або стебла не розгалужені, жовтувато запушені. Нижнє та середнє стеблове листя: ніжка 6–10 мм. Нижні листкові пластинки ± пальчасто-розділені 3–5-лопатеві. Середнє стеблове листя: листкова пластинка еліптична або яйцеподібна, 5–10 × 5–10 мм, ± 1- або 2-пальчасто-розсічені; сегменти 1 або 2 пари; частки або часточки лінійні або вузьколінійно-ланцетні, 3–6 × 1.5–2 мм. Найбільш верхнє листя та листоподібні приквітки 3–5-лопаті або цілі; приквітки лінійні або лінійно-ланцетні. Синцвіття — густа, коротка, ± колосоподібна волоть. Обгортка напівсферична, майже куляста або яйцеподібно-дзвіночковата, 3–4 мм у діаметрі. Крайових жіночих квіточок 5–7. Дискових квіточок 15–22, двостатеві. Сім'янка оберненояйцеподібна або оберненояйцеподібно-еліпсоїдна. Цвітіння та плодіння: серпень — жовтень.